# Liste des navires de la Garde côtière hellénique

## Liste des navires actifs
| Classe                      | Photo | Type                          | Longueur (m) | Déplacement (tonnes) | Origine        | En service                                         | Remarque |
| --------------------------- | ----- | ----------------------------- | ------------ | -------------------- | -------------- | -------------------------------------------------- | --- |
| Classe Sa'ar 4.5            |       | OPV                           | 58           | 450                  | Israël / Grèce | 3 ΛΣ-060, ΛΣ-070 etΛΣ-080                          | Modifiés et équipés d'un canon OTO Breda 30 mm/82 et de deux Browning M2 télécommandées mais sans missile antinavire Vitesse : 34.5 nœuds.                                                                                                |
| Stan Patrol 5509            |       | OPV                           | 58,5         | 700                  | Pays-Bas       | 1 ΛΣ-090                                           | Construit par Damen Group et livré en octobre 2015 Vitesse : 27/30 nœuds. |
| Vosper Europatrol 250 Mk1   |       | OPV                           | 47.3         | 300                  | Royaume-Uni    | 1 ΛΣ-050                                           | Le navire a subi d'importants travaux de maintenance et de réparation et est de nouveau entré en service après des dons du secteur privé. Le bateau peut être armé d'un canon de 40 mm comme système d'arme principal Vitesse : 40 nœuds. |
| Classe Dilos (Δήλος)        |       | Patrouilleur                  | 29           | 86                   | Grèce          | 6 ΛΣ-010, ΛΣ-015, ΛΣ-020, ΛΣ-025, ΛΣ-030 et ΛΣ-040 | Les six bateaux sont actuellement à l'étude pour le déclassement après un service intensif ; design par Abeking & Rasmussen et construits par les chantiers navals ENAE Vitesse : 27 nœuds.                                               |
| Classe Faiakas (Φαίακας)    |       | Patrol                        | 24.6         |                      | Croatie        | 2 ΛΣ-617 et ΛΣ-618                                 | Les navires ont été livrés. Le navire ΛΣ-618 est équipé d'un dispositif SAR robotique E.M.I.L.Y. (en). Armement : une Browning M2 Vitesse : 32 nœuds.                                                                                     |
| CB-90HCG                    |       | Patrouilleur de combat côtier | 15.9         | 20                   | Suède          | 3 ΛΣ-134, ΛΣ-135 et ΛΣ-136                         | 2 Browning M2 jumelées télécommandées ; plaques de blindage de niveau IV Vitesse : 40 à 45 nœuds. |
| Javelin-74                  |       | Patrouilleur côtier           | 19.2         | 27                   | Grèce          | 3 ΛΣ-192, ΛΣ-193 et ΛΣ-194                         | Vitesse : plus de 50 nœuds. |
| LCS-57 (Lambro-57) Mk.I     |       | Patrouilleur côtier           | 18.2         | 28                   | Grèce          | 19                                                 | Série :ΛΣ-137 à ΛΣ-151 et série :ΛΣ-169 to ΛΣ-172 Vitesse : 44 nœuds. |
| LCS-57 (Lambro-57) Mk.II    |       | Coastal Patrol                | 19.2         | 27                   | Greece         | 16                                                 | Série : ΛΣ-601 à ΛΣ-616 Vitesse : plus de 50 nœuds. |
| LCS-53 (Lambro-53 Guardian) |       | Patrouilleur côtier           | 16.8         | 21                   | Grèce          | 12                                                 | Série : ΛΣ-114 à ΛΣ-126. Vitesse : 33 nœuds. |
| Olympic L65/74              |       | Patrouilleur côtier           | 23           |                      | Grèce          | 4                                                  | Série : ΛΣ-102 à ΛΣ-105 |
| Olympic L-44                |       | Patrouilleur côtier           | 14           | 25                   | Grèce          | 3                                                  | Série : ΛΣ-153 à ΛΣ-156 |
| D-45                        |       | Patrouilleur côtier           | 13.9         | 25                   | GRE            | 4                                                  | |
| D-45M                       |       | Patrouilleur côtier           | 13.9         | 25                   | Grèce          | 5                                                  | |
| Arun Halmatic               |       | bateau de sauvetage           | 16           | 37                   | Royaume-Uni    | 1                                                  | SAR-510 |
| Lambro Halmatic 60          |       | Bateau de sauvetage           | 18           | 37                   | Grèce          | 10                                                 | Série : SAR-511 à SAR-520. |
| System 33/Nemesis RIB       |       | bateau semi-rigide            | 10.35        |                      | Grèce          | 10                                                 | Donation de la fondation Stávros Niárchos Vitesse : plus de 50 nœuds. |
| MIL-38                      |       | Patrouilleur côtier           | 11.85        | 7                    | Grèce          | 2                                                  | ΛΣ-129 et ΛΣ-130. Vitesse : 50/55 nœuds. |
| MIL-40                      |       | Patrouilleur côtier           | 13           | 7                    | Grèce          | 2                                                  | ΛΣ-132 et ΛΣ-133 Vitesse : 50/55 nœuds. |
| Madera MRCD-1250            |       | RIB Forces Spéciales          | 12,5         |                      | Pays-Bas       | 2                                                  | Bateaux de qualité militaire pour les forces spéciales, capables de transporter 10 à 12 soldats chacun. Armé d'un Browning M2 et de deux mitrailleuses de 7,62 mm Vitesse : 49 nœuds.                                                     |
| Magna 110 Hurricane Mk.I/II |       | Bateau semi-rigide            | 10,8         |                      | Grèce          | 2                                                  | |
| Magna Onda                  |       | Patrouilleur côtier           | 11.7         | 5.4                  | Grèce          | 2                                                  | |
| Super Onda                  |       | Patrouilleur côtier           | 8.6          | 2.8                  | Grèce          | 2                                                  | |
| Magna 31                    |       | Bateau semi-rigide            | 8.6          | 2.8                  | Grèce          | 3                                                  | 1 donné en 2014 par Dmitry Rybolovlev |
| Oceanic Interceptor         |       | Bateau semi-rigide            |              |                      | Grèce          | ?                                                  | |
| Gibli-1025                  |       | Bateau semi-rigide            | 10,25        |                      | Grèce          | 12                                                 | |
| Oceanic 9000 Stealth        |       | Bateau semi-rigide            | 9            | 2                    | Grèce          | 18                                                 | |
| Mostro Top Gun 864/964      |       | Bateau semi-rigide            | 9.3/9.9      | 1.4/1.6              | Grèce          | 19                                                 | |
| Boston Whaler               |       |                               | 9            |                      | USA            | 3                                                  | ΛΣ-798. Donné par la United States Coast Guard en 2004. |
| Halter Marine HSB           |       | Patrouilleur côtier           |              |                      | USA            | 1                                                  | Donné par la United States Coast Guard in 2004 |
| Wellcraft                   |       | Patrouilleur côtier           |              |                      | USA            | 1                                                  | Donné par la USCG in 2004 |
| LS-413 (LMPA)               |       | Contrôle antipollution        | 29           | 240                  | Espagne        | 3                                                  | Construit par Astilleros Gondan, |
| Pollcat                     |       | Contrôle antipollution        | 18.5         | 85                   |                | 3                                                  | |